# بارژمون
بارژمون (به فرانسوی: Bargemon) یک کمون (فرانسه) در فرانسه است که در canton of Callas واقع شده‌است. بارژمون ۳۵٫۱۴ کیلومتر مربع مساحت دارد.